# Carolus de Visch

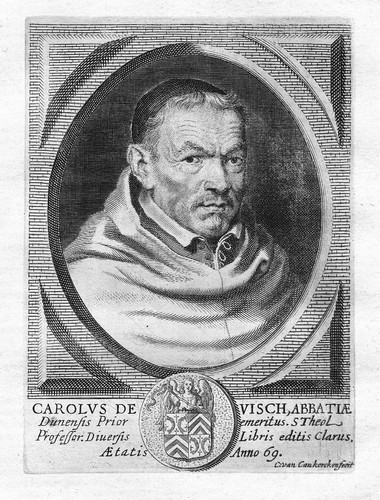
Carolus de Visch

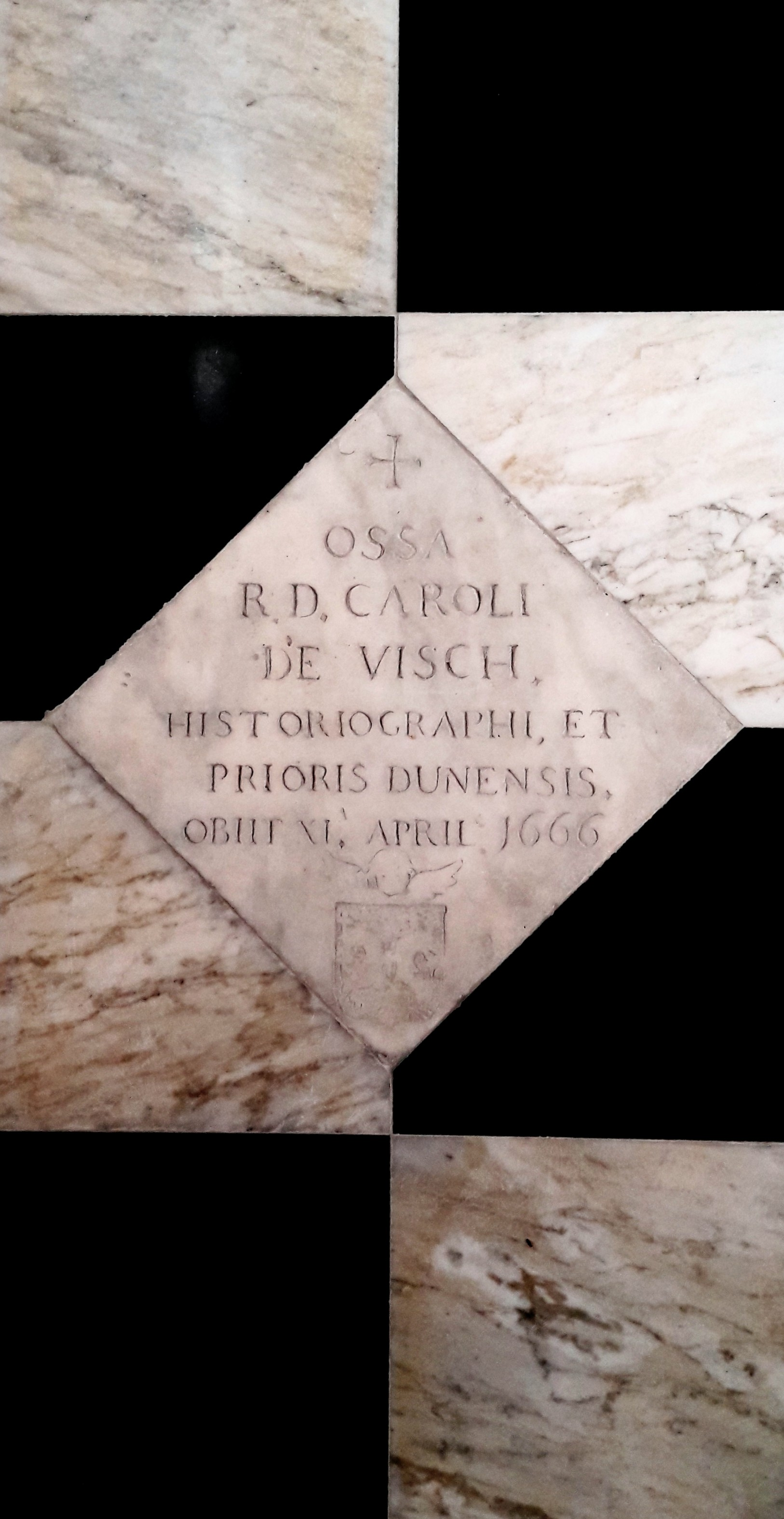
Ossuarium van Carolus de Visch in de Duinenabdij te Brugge

Carolus de Visch (Bulskamp, 1596 - Brugge, 11 april 1666) was een geleerde monnik van de Abdij Onze-Lieve-Vrouw Ten Duinen in Koksijde en Brugge.

## Levensloop
De Visch studeerde wijsbegeerte aan de Universiteit van Dowaai. In 1618 trad hij binnen in de Duinenabdij. In 1621 studeerde hij opnieuw in Dowaai, ditmaal theologie, waarin hij in 1625 het baccalaureaat behaalde. Hij keerde toen naar Koksijde terug en was er kapelaan en bibliothecaris in zijn abdij.
- In 1629 werd hij uitgeleend aan de cisterciënzerabdij van Eberbach bij Mainz, als docent theologie. Hij schreef er zijn eerste theologische en historische werken.
- In 1632-1637 was hij directeur en biechtvader van de cisterciënzerinnen in het klooster Groeninge in Kortrijk.
- In 1637-1649 was hij directeur en biechtvader van de cisterciënzerinnen in het klooster Hemelsdaele in Diksmuide.
- Van 1649 tot in 1661 was hij prior van de Duinenabdij in Brugge.
- Hij was ook geestelijk bestuurder van de cisterciënzerinnen Hemelsdaele in Brugge (1649-1666).

Vanaf zijn terugkeer naar Vlaanderen besteedde de Visch het grootste deel van zijn tijd aan historisch onderzoek. In de jaren 1632-1649 schreef hij de geschiedenis van de cisterciënzerabdijen Ter Doest, Groeninge en Hemelsdaele. Hij schreef de biografie van de abten-stichters van de abdij van de Duinen en van abt Adriaan Cancellier.
Ondanks zijn grotere verantwoordelijkheid als prior, schreef de Visch tussen 1649 en zijn dood in 1666 nog enkele belangrijke werken (zie 'literatuur' hieronder).
De Visch onderhield een regelmatige briefwisseling met de bollandisten, de mauristen, Antonius Sanderus en Aubertus Miraeus. Hij werd de erudiete historicus van de Duinenabdij en ook een van de bijzonderste Brugse historici van de zeventiende eeuw.

## Publicaties en geschriften
- Historia monasterii Ebiberachensis, cum serie continuo omnium abbatum, 1640.
- Geschiedenis van de cisterciënzerinnenabdijen Ter Doest, Groeninge en Hemelsdale.
- Biografie van de abten-stichters van de Duinenabdij.
- Vita reverendi in Christo Patris ac Domini D. Adriani Cancellier, monasterii Dunensis Ordinis Cisterciensis, quondam Abbatis, Brugge, 1655.
- Biografie van Eberard de Commeda, Brugge, 1655.
- Biografie Richard de Frise, Brugge, 1655.
- Bibliotheca Scriptorum Sacri Ordinis Cisterciensis, 1649 & 1656 (een bibliografisch overzicht van alle vooraanstaande cisterciënzerauteurs).
- Compendium Chronologicum Exordii et Progressus Abbatiae Clarissimae Beatae Mariae De Dunis Ordinis Cisterciensis in Flandria, 1660.
- Daarnaast zijn heel wat van zijn geschriften in handschrift gebleven en worden bewaard in het Archief van het Groot Seminarie in Brugge, waaronder:
  - Varia Curiosa, vier banden met onuitgegeven teksten,
  - een handschrift met 25 uitgebreide geestelijke sermoenen.